# Gavà Mar
Gavà Mar és la part marítima del municipi de Gavà (Baix Llobregat). La «pineda de Gavà» denominació alternativa de «Gavà Mar», fa referència a la franja de terrenys urbanitzats, ubicats al costat de la platja, en les antigues dunes i aiguamolls sota una pineda de pi pinyer, en la façana marítima del terme municipal de Gavà.
El nom de Gavà Mar fa referència al restaurant «Gavamar», que hi havia en l'indret des de l'any 1947 i fins al 1966, abans que l'obertura de l'«Autovia de Castelldefels» (1955) facilités l'accés, des de Barcelona, a aquest indret de la platja. La denominació de «La Pineda» fou introduïda l'any 1955 per l'Ajuntament de Gavà, en aprovar el «Plano de Urbanización de la Zona denominada la Pineda» redactat per l'arquitecte municipal en Ramón Tort Estrada, que comprenia els terrenys a ambdós costats de la recentment oberta autovia.
Es tracta d'una franja trapezial, quasi paral·lela a la platja de Gavà, d'uns 700 metres d'amplada mitjana, amb un mínim de 395 m a l'estany de la Murtra, que forma el límit amb el terme de Viladecans i un màxim de 1000 m a l'indret anomenat «la Pava» en el límit amb el terme de Castelldefels. Com s'ha dit, l'«Autovia de Castelldefels» divideix «Gavà Mar» en dues franges: la primera, al costat de la platja d'uns 380 metres d'amplada mitjana i gairebé constant, amb un mínim de 250 m a «la Murtra» i un màxim de 465 m a «la Pava»; la segona franja, terra endins, és trapeziforme amb un mínim de 130 m a «la Murtra» i un màxim de 535 m a «la Pava».
La dimensió d'aquest litoral marítim és d'uns 4 quilòmetres de llarg. Comprèn una pineda de 400 m d'amplada, que arriba fins a primera línia de mar i un sistema dunar. Compta també amb una llacuna que és lloc de pas i nidificació d'aus migratòries.
Al llarg d'aquest front litoral destaca la construcció d'un passeig marítim que té una llargada de gairebé dos quilòmetres. Ha estat dissenyat respectant la topografia de la vegetació autòctona. El primer tram d'aquest passeig, projecte de l'arquitecta Imma Jansana, va rebre el premi FAD d'arquitectura exterior l'any 1994. Al llarg del passeig es pot accedir a diferents àrees municipals de lleure.
La zona marítima de Gavà disposa de diferents àrees de lleure amb una oferta gastronòmica i d'esbarjo, unes a prop del passeig marítim i d'altres a la zona de la pineda: restauració, piscines, jocs infantils, dutxes i, a l'estiu, quioscos de begudes a peu de platja.
L'avinguda del Mar connecta el nucli urbà amb la zona costanera. El tram més recent, el que va des de l'avinguda Europa fins a la sorra, es va inaugurar el 1999. Al final d'aquest tram és on hi ha l'escultura d'Antoni Roselló, element característic del litoral gavanenc.

## Serveis
Gavà Mar disposa dels següents serveis:
- Un centre cívic, situat al carrer Tellinaires, 55. En ell estan ubicats: 
  - L'Associació de Veïns de Gavà Mar
  - El Punt d'atenció ciutadana (PAC) de l'ajuntament de Gavà.
  - Centre d'Atenció Primària de l'Institut Català de la Salut, actualment tancat.[3]
  - La policia local de Gavà, només a l'estiu.
- Una escola pública d'educació infantil i primària des del curs 2008-09.